# سوزو (إيشيكاوا)
مدينة سوزو (بالإنجليزية: Suzu)‏ هي إحدى المدن التابعة لمحافظة إيشيكاوا. تأسست رسميًا في 15/07/1954. ويقدر عدد سكانها بـ 17111 نسمة حسب تقدير مكتب الإحصاء الياباني لعام 2012. تبلغ مساحة سوزو 247.2 كم2. بكثافة سكانية تبلغ 69.2 نسمة/كم2.

## المناخ
يظهر الجدول التالي التغييرات المناخية على مدار السنة لسوزو:
| البيانات المناخية لـسوزو            | البيانات المناخية لـسوزو | البيانات المناخية لـسوزو | البيانات المناخية لـسوزو | البيانات المناخية لـسوزو | البيانات المناخية لـسوزو | البيانات المناخية لـسوزو | البيانات المناخية لـسوزو | البيانات المناخية لـسوزو | البيانات المناخية لـسوزو | البيانات المناخية لـسوزو | البيانات المناخية لـسوزو | البيانات المناخية لـسوزو | البيانات المناخية لـسوزو |
| الشهر                               | يناير                    | فبراير                   | مارس                     | أبريل                    | مايو                     | يونيو                    | يوليو                    | أغسطس                    | سبتمبر                   | أكتوبر                   | نوفمبر                   | ديسمبر                   | المعدل السنوي            |
| ----------------------------------- | ------------------------ | ------------------------ | ------------------------ | ------------------------ | ------------------------ | ------------------------ | ------------------------ | ------------------------ | ------------------------ | ------------------------ | ------------------------ | ------------------------ | ------------------------ |
| متوسط درجة الحرارة الكبرى °م (°ف)   | 5.7 (42.3)               | 6.1 (43.0)               | 9.6 (49.3)               | 15.7 (60.3)              | 20.5 (68.9)              | 23.8 (74.8)              | 27.7 (81.9)              | 29.8 (85.6)              | 25.7 (78.3)              | 20.4 (68.7)              | 14.6 (58.3)              | 9.1 (48.4)               | 17.4 (63.3)              |
| المتوسط اليومي °م (°ف)              | 2.5 (36.5)               | 2.4 (36.3)               | 5.0 (41.0)               | 10.3 (50.5)              | 15.2 (59.4)              | 19.3 (66.7)              | 23.5 (74.3)              | 25.2 (77.4)              | 21.1 (70.0)              | 15.3 (59.5)              | 9.9 (49.8)               | 5.3 (41.5)               | 12.9 (55.2)              |
| متوسط درجة الحرارة الصغرى °م (°ف)   | −0.8 (30.6)              | −1.2 (29.8)              | 0.4 (32.7)               | 4.7 (40.5)               | 10.1 (50.2)              | 15.3 (59.5)              | 19.9 (67.8)              | 21.2 (70.2)              | 17.1 (62.8)              | 10.6 (51.1)              | 5.3 (41.5)               | 1.6 (34.9)               | 8.7 (47.7)               |
| الهطول مم (إنش)                     | 229.7 (9.04)             | 149.6 (5.89)             | 130.0 (5.12)             | 103.9 (4.09)             | 112.4 (4.43)             | 151.7 (5.97)             | 186.2 (7.33)             | 144.9 (5.70)             | 203.5 (8.01)             | 146.4 (5.76)             | 213.4 (8.40)             | 256.9 (10.11)            | 2٬028٫6 (79.85)          |
| متوسط تساقط الثلوج سم (إنش)         | 110 (43)                 | 92 (36)                  | 25 (9.8)                 | 1 (0.4)                  | 0 (0)                    | 0 (0)                    | 0 (0)                    | 0 (0)                    | 0 (0)                    | 0 (0)                    | 1 (0.4)                  | 39 (15)                  | 268 (104.6)              |
| ساعات سطوع الشمس الشهرية            | 57.6                     | 78.4                     | 130.5                    | 186.3                    | 207.1                    | 156.7                    | 157.3                    | 202.9                    | 138.5                    | 144.2                    | 99.2                     | 65.9                     | 1٬624٫6                  |
| المصدر: Japan Meteorological Agency |                          |                          |                          |                          |                          |                          |                          |                          |                          |                          |                          |                          |                          |

## توأمة
لسوزو (إيشيكاوا) اتفاقيات توأمة مع:
- ماتسوا (30 مارس 1988 - )[5]